# Melinaea sola
Melinaea sola är en fjärilsart som beskrevs av William James Kaye 1925. Melinaea sola ingår i släktet Melinaea och familjen praktfjärilar. Inga underarter finns listade i Catalogue of Life.